# Giovanni Rana
Giovanni Rana (Cologna Veneta, 15 ottobre 1937) è un imprenditore, artigiano e personaggio televisivo italiano, fondatore del gruppo Pastificio Rana, uno dei leader mondiali nel mercato della pasta fresca.

## Biografia
Nato a Cologna Veneta nel 1937 e figlio di un commerciante di granaglie, smette di studiare a undici anni e va a lavorare come garzone a San Giovanni Lupatoto, nel panificio dei due fratelli. Nel 1960, quando i fratelli si separano, fonda, all'età di 23 anni, un piccolo laboratorio, sempre a San Giovanni Lupatoto, per la produzione a mano di tortellini e tagliatelle. Il locale gli viene dato da Bruno Murari, colui che poi diventerà suo suocero; lui prepara la pasta, e Maria Laura, la figlia del proprietario, poi divenuta sua moglie, il ripieno. La produzione, artigianale, è su ordinazione. A guidarlo nel suo percorso è l'aumento dell'occupazione femminile, e la volontà del consumatore di continuare comunque ad avere in tavola quei prodotti pastai che venivano creati dalle donne di casa secondo la tradizione. Giovanni acquista un Guzzino usato per poter fare le consegne. 
Dopo una prima fase di produzione artigianale, nel 1962 Giovanni Rana avvia una prima industrializzazione della produzione, aprendo il 28 marzo il Pastificio Rana, sempre a San Giovanni Lupatoto, dove ha ancora sede il quartier generale dell'azienda. 
Crescendo negli anni, il Pastificio Rana è oggetto di attenzione di diversi operatori del settore alimentare e finanziario, anche di colossi dell'alimentare, dalla Kraft all'Unilever. In particolare, a metà degli anni ottanta, Pietro Barilla, proprietario del gruppo Barilla, propone l'acquisto dell'azienda. Richiesta anche questa declinata. Giovanni Rana diventa conosciuto presso il grande pubblico grazie alle campagne pubblicitarie nei primi anni novanta, apparendo in prima persona negli spot televisivi e sulla carta stampata. 
La svolta pubblicitaria avviene quando l'imprenditore, con la sua immagine rustica, cordiale e rassicurante, appare in uno spot in cui è testimonial di se stesso: la più famosa campagna pubblicitaria dell'azienda vede Giovanni Rana pubblicizzare i propri tortellini in surreali sketch (realizzati in computer grafica) dove interagisce con famosi personaggi del passato, come i divi del cinema Marilyn Monroe e Clark Gable o il maresciallo Stalin o ancora Don Camillo. Tale campagna, che prevede massicci investimenti pubblicitari, fa anche di Giovanni Rana un personaggio mediatico a tutti gli effetti. L'effetto collaterale positivo è il fatto che, diventando un importante "investitore pubblicitario", viene di conseguenza invitato come ospite in trasmissioni televisive nelle reti dove sono trasmessi i suoi spot.
Il 15 novembre 2006 gli è stata conferita, dalla Libera università di lingue e comunicazione IULM, la laurea honoris causa in Relazioni pubbliche. Nel 2012 il Pastificio Rana ha aperto uno stabilimento a Bartlett, vicino a Chicago. Nel 2015 appare in un episodio della fiction di Sky TV 1992 nei panni di se stesso.
Il 6 maggio di quell'anno riceve il Premio Guido Carli nella Sala della Regina a Montecitorio; è presidente del Pastificio Rana, a condurre l'azienda è suo figlio Gian Luca Rana (amministratore delegato), entrato in azienda all'età di ventidue anni.

## Opere
- La mia ricetta per la serenità, Milano, Sonzogno, 2004.